# Mortierstraat
De Mortierstraat is een straat in Brugge.

## Beschrijving
Er waren in de middeleeuwen minstens drie Bezemstraten in Brugge:
- de Niklaas Desparsstraat heette zo;
- tussen de Sint-Annarei en de Jeruzalemstraat was er een Bezemstraat;
- en de derde was de hier behandelde straat.

Het lag voor de hand dat er voor een paar van die straten een andere naam moest gevonden worden.
In het huidige geval nam men stilaan de naam aan van een huis dat de naam 'De Mortier' droeg. Een akte vermeldt in 1583:
- eenen huuse, staende ten voorhoofde in de Lane, an de noordzijde van diere up den houck van 't Besemstraetkin ghenaempt 't Mortierken.

Op de vesting ter hoogte van de straat stond een molen De Mortier. Vermelding in 1579, toen de molen door brand vernield werd:
- een oliemeulen, ghenaempt Den Mortier.

Tweemaal 'Mortier': het kon dan ook niet missen dat de 'Bezem' werd opgeborgen en de straat stilaan en weldra definitief de Mortierstraat werd.
De Mortierstraat loopt van de Pater Damiaanstraat naar de Hoefijzerlaan.

## Literatuur

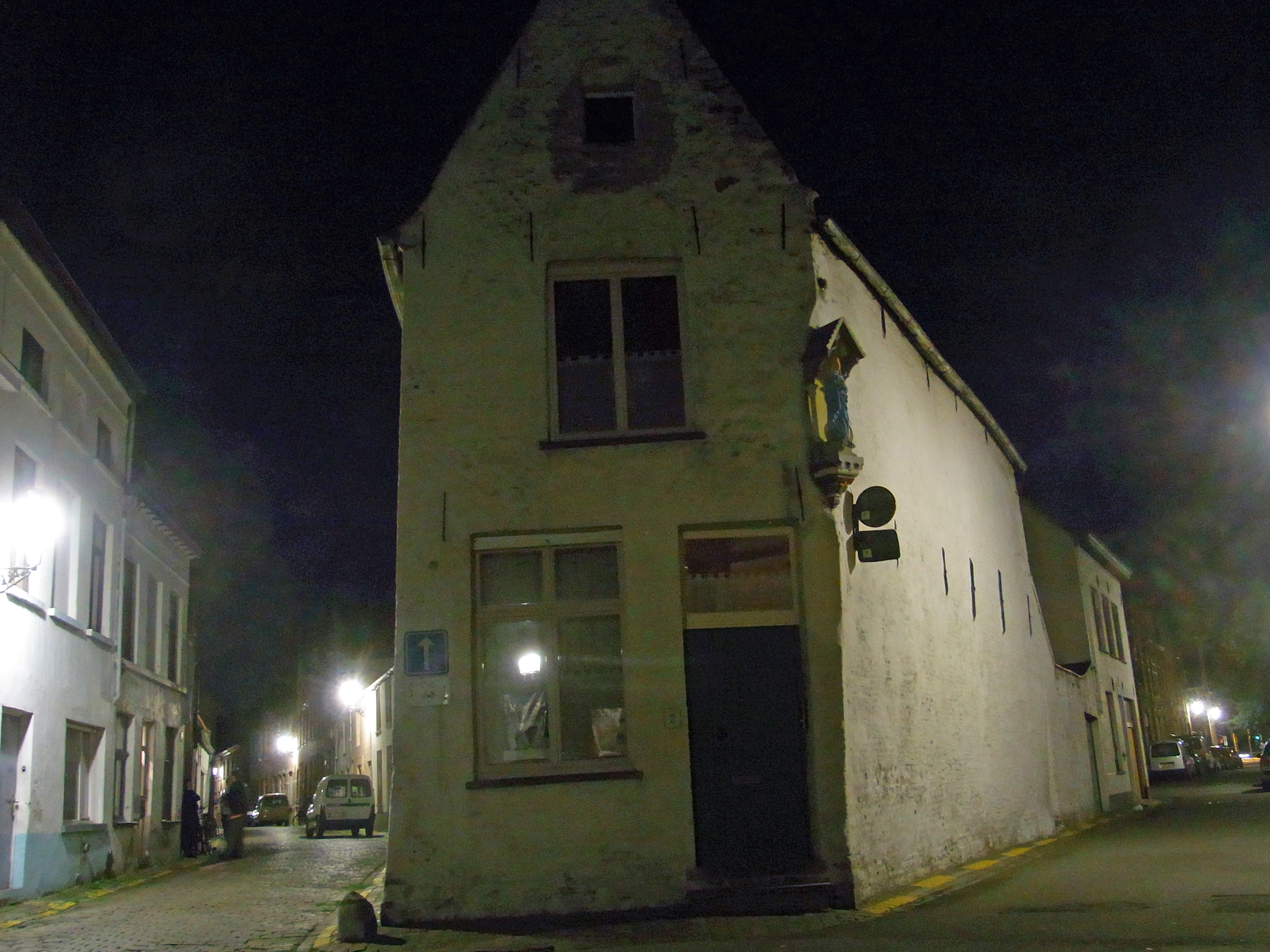
Huis op de hoek van Mortierstraat en Pater Damiaanstraat